# Барбара Праві
Барбара Праві (фр. Barbara Pravi, нар. 10 квітня 1993) — французька співачка, авторка пісень і акторка. 
У 2015 році випустила два мініальбоми: «Barbara Pravi» (2018) та «Reviens pour l'hiver» (2020). Як авторка писала пісні для багатьох виконавців, серед яких Яннік Ноа, Джулі Зенатті і Джейден Сміт. Додатково вона написала пісню «J'imagine» для співачки Valentina, яка перемогла на «Дитячому Євробаченні-2020».
Представниця Франції на Євробаченні-2021 у Роттердамі з піснею «Voilà».